# 張介孚
張介孚（?—?），山東省安邱縣人，清朝政治人物、進士出身。
光緒三十年，會試第87名；殿試登進士二甲119名，后授以主事分部學習。